# Egg Harbor
Pour les articles homonymes, voir Egg.
Egg Harbor est un village américain située dans le comté de Door au Wisconsin.